# Nessuno tocchi Caino
Nessuno tocchi Caino (in inglese Hands Off Cain) è una ONG italiana, attiva internazionalmente, affiliata al Partito Radicale Transnazionale, il cui principale obiettivo è l'attuazione della moratoria universale della pena di morte e più in generale la lotta contro la tortura.

Il nome è tratto dalla Genesi: 

## Storia
Nessuno tocchi Caino è stata fondata a Bruxelles nel 1993, ad opera dei parlamentari Mariateresa Di Lascia e Sergio D'Elia (ex dirigente della formazione terroristica comunista Prima Linea).
Attualmente il Presidente, dopo la morte di Marco Pannella che per anni ha rivestito la carica, è Rita Bernardini, il Segretario Sergio D'Elia, il Tesoriere Elisabetta Zamparutti, presidenti onorari Santi Consolo, Tullio Padovani, Vincenzo Maiello e Andrea Saccucci, con un consiglio direttivo di 80 membri tra i quali Francesca Mambro, Salvatore Cuffaro, Roberto Giachetti, Giuseppe Rossodivita, Maria Brucale, Matteo Angioli, Umberto Baccolo, Tiziana Maiolo, Roberto Rampi, Renzo Magosso, Giuseppe Grassonelli, Maria Antonietta Farina Coscioni e quasi tremila iscritti.

## La moratoria universale della pena di morte

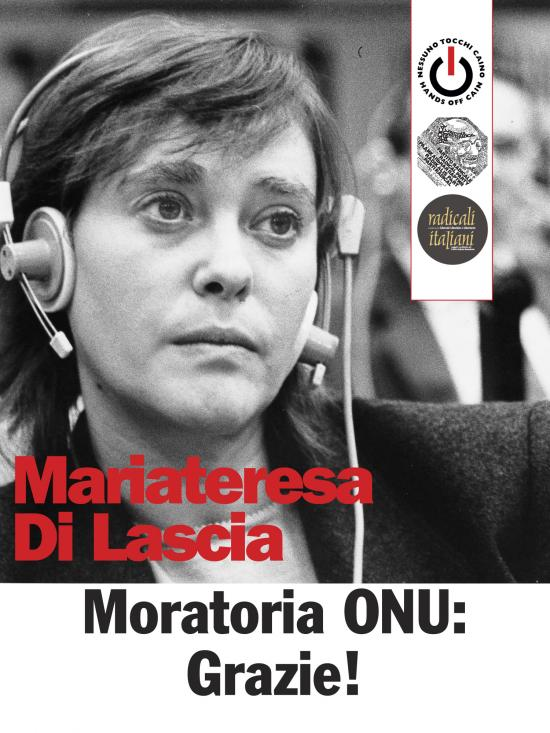
Immagine commemorativa della vittoria per la moratoria universale sulla pena di morte raffigurante Mariateresa Di Lascia, fondatrice di Nessuno tocchi Caino

Tra il novembre e il dicembre del 2007, l'Assemblea generale delle Nazioni Unite ha prima approvato e poi ratificato la moratoria universale della pena di morte.

## Attività
- Ogni anno Nessuno tocchi Caino produce un rapporto sulla pena di morte nel mondo, e conferisce il premio Abolizionista dell'anno.
- Numerose sono anche le campagne di sensibilizzazione contro la pena di morte, effettuate a livello locale.
- Nessuno tocchi Caino porta avanti la sua battaglia anche con un impegno politico diretto, ed è membro costituente del Partito Radicale Transnazionale.

Nel 2003, riprendendo e facendo proprie le tradizionali critiche di Marco Pannella all'organizzazione umanitaria Amnesty International, Sergio D'Elia si rese protagonista di un'accesa polemica con la sezione italiana dell'organizzazione. L'esponente radicale accusò Amnesty International di non appoggiare la politica adottata da Nessuno tocchi Caino volta ad ottenere una risoluzione ONU per una moratoria della pena di morte, di essere "provatamente responsabile" della bocciatura in sede europea di tale politica per la moratoria, e di seguire piuttosto una linea abolizionista. Amnesty International, vincolata dai propri principi ad una rigida indipendenza da ideologie, gruppi religiosi, economici e governi in caso di collaborazione con organismi terzi, affermò invece di essere favorevole alla moratoria, primo passo verso l'abolizione della pena di morte. La polemica non rientrò negli anni successivi, ed ancora nel gennaio 2007 Amnesty International venne accusata da Nessuno tocchi Caino di osteggiare "presso le capitali europee, e non solo" le iniziative per l'ottenimento di una moratoria in sede ONU, e i radicali tornarono a chiederle di appoggiare i propri sforzi.

## In musica
Enrico Ruggeri e Andrea Mirò hanno partecipato al Festival di Sanremo 2003 con una canzone intitolata Nessuno tocchi Caino, scritta appunto per promuovere l'associazione. Il brano si classificò quarto nella classifica finale e il videoclip del brano è stato diretto da Oliviero Toscani.